# Программно-аппаратный комплекс DATAPK
CL DATAPK — программно-аппаратный комплекс российского производства, обеспечивающий кибербезопасность АСУ ТП.

## Описание
Программно-аппаратный комплекс «СL DATAPK» разрабатывается компанией «СайберЛимфа». Продукт обеспечивает оперативный мониторинг и контроль состояния защищенности систем автоматизации критически важных объектов и объектов критической информационной инфраструктуры, в частности АСУ ТП.
По состоянию на 2015 год программный комплекс «CL DATAPK» являлся одним из трёх российских решений по защите АСУ ТП. В апреле 2017 года ФСТЭК России внесла CL DATAPK в Государственный реестр сертифицированных средств защиты информации. В сентябре 2018 года комплекс внесен в Единый реестр российских программ для электронных вычислительных машин и баз данных.

## Характеристики

### Функции
- Инвентаризация объектов защиты: автоматизированное определение текущего состава компонентов АСУ ТП и выявление его несанкционированных изменений.
- Выявление сетевых атак и аномалий: глубокая инспекция пакетов (DPI) на базе правил NetPDL, обнаружение вторжений (IDS) на базе Snort-подобных правил.
- Контроль конфигураций компонентов АСУ ТП: сбор параметров и настроек, контроль их неизменности относительно эталонных значений.
- Управление событиями безопасности и формирование инцидентов: сбор, нормализация на базе правил grok и корреляция событий на базе языка EPL от средств защиты информации и компонентов АСУ ТП.
- Контроль защищенности и соответствия требованиям ИБ с использованием языка OVAL: выявление существующих уязвимостей компонентов АСУ ТП, оценка выполнения установленных требований ИБ и выявление несоответствий.

### Режимы работы
CL DATAPK может функционировать в одном из трёх режимов, различающихся объёмом собираемых сведений и степенью влияния на компоненты АСУ ТП.
- Пассивный режим — однонаправленное получение сетевого трафика, а также событий по протоколам Syslog и SNMP trap.
- Активный режим — получение конфигураций и событий в режиме «Запрос — Ответ» с использованием штатных механизмов объектов защиты.
- Сканирование защищенности — выявление уязвимостей и проверки на соответствие требованиям ИБ в режиме «Запрос — Ответ» с использованием штатных механизмов объектов защиты.

При использовании системы в пассивном режиме возможно обеспечение функционирования с гарантированным отсутствием влияния на объекты защиты путем использования решений класса  диод данных.

## Примеры внедрения
Решение внедрено на различных промышленных площадках России в металлургической, энергетической, нефтегазовой отраслях. Программный комплекс CL DATAPK используется в качестве базового решения подсистемы обеспечения сетевой безопасности и мониторинга в рамках системы защиты критически важных объектов ряда производств ПАО «Северсталь».